# Lista över bidrag till Oscarsgalan 1958 för bästa icke-engelskspråkiga film
Detta är en lista över bidrag till Oscarsgalan 1958 för bästa icke-engelskspråkiga film.

## Bidrag
| Land         | Filmtitel              | Originaltitel                          | Språk      | Regissör            | Resultat       |
| ------------ | ---------------------- | -------------------------------------- | ---------- | ------------------- | -------------- |
| Danmark      | Ingen tid til kærtegn  | Ingen tid til kærtegn                  | Danska     | Annelise Hovmand    | Inte nominerad |
| Frankrike    | Drömmarnas gränd       | Porte des Lilas                        | Franska    | René Clair          | Nominerad      |
| Grekland     | I limni ton pothon     | Η λίμνη των πόθων (I limni ton pothon) | Grekiska   | Giorgos Zervos      | Inte nominerad |
| Indien       | Mother India           | भारत माता (Mother India)                  | Hindi      | Mehboob Khan        | Nominerad      |
| Italien      | Cabirias nätter        | Le notti di Cabiria                    | Italienska | Federico Fellini    | Vann Oscar     |
| Japan        | Arakure                | あらくれ (Arakure)                     | Japanska   | Mikio Naruse        | Inte nominerad |
| Mexiko       | Torero!                | Torero!                                | Spanska    | Carlos Velo         | Inte nominerad |
| Norge        | Nio liv                | Ni liv                                 | Norska     | Arne Skouen         | Nominerad      |
| Spanien      | Storgatan              | Calle mayor                            | Spanska    | Juan Antonio Bardem | Inte nominerad |
| Sverige      | Det sjunde inseglet    | Det sjunde inseglet                    | Svenska    | Ingmar Bergman      | Inte nominerad |
| Taiwan       | Amina                  | 阿美娜                                 | Mandarin   | Congmei Yuan        | Inte nominerad |
| Västtyskland | Djävulen kom om natten | Nachts, wenn der Teufel kam            | Tyska      | Robert Siodmak      | Nominerad      |